# أجناد مصر
أجناد مصر هو تنظيم مسلح مصري تشكّل عام 2013، وينشط في سيناء، لكنه أعلن مسؤوليته عن عدة هجمات على قوات الأمن في القاهرة ومدن أخرى. ولم يسبق له أن مارس نشاطا سياسيا أو أعلن عن مقر له قبل ظهوره بعد عزل مرسي في الثالث من يوليو/ تموز 2013 عزل الرئيس الحالي ووزير الدفاع السابق عبد الفتاح السيسي الرئيس السابق محمد مرسي عقب مظاهرات 30 يونيو 2013 في مصر.
قائد التنظيم مجد الدين المصري شدد، يعلنون الحرب على النظام المصري الحالي، ويؤكدون البراءة منه ووجوب الجهاد ضده، ويتهمونه باستضعاف المسلمين واستباحة دمائهم وأعراضهم. ويضم التنظيم -وفق قائده العام- شبابا من شتى أطياف المجتمع المصري، وخصوصا ممن شاركوا في ثورة 25 يناير/كانون الثاني 2011 وغضبوا للتآمر عليها من الداخل والخارج. ويهدف "لإقامة الدين وتحكيم كتاب الله، وإسقاط الطاغوت، وتخليص العفيفات من الأسر". يكفُر بالديمقراطية ويرى أنها "آلية لإطلاق العنان لشهوات الناس وأهوائهم في الغرب، وأن بعض المستغربين من المسلمين يسوِّقون لها لتثبيت دعائم "أنظمة الطاغوت".
ويمثل إسقاط نظام السيسي أبرز أهداف تنظيم أجناد مصر الذي يؤكد قناعته بأن مقومات الجهاد في مصر باتت متوفرة. ويبرر أعضاء التنظيم استهدافهم للشرطة بالقول إن الشعب لديه ثأر مع «الأجهزة الإجرامية» ولا يوجد من ينتقم له سوى المجاهدين. وما يهم التنظيم في هذه المرحلة هو قتال ما يسميه الأجهزة الإجرامية وليس توجيه ضربة للمسيحيين أو غيرهم من مكونات الشعب المصري، وفق تصريحات للقائد العام. ويؤكد أن مسيحيي مصر يقفون حاليا مع النظام «المعادي للمسلمين» لكنه يلتزم بالإحسان إليهم وإنصافهم «إذا جنحوا للسلم، وإلا قاتلناهم».

## عمليات التنظيم
شن التنظيم عدة عمليات ضد الشرطة وقتل بعض قادتها وعناصرها. وتبنى استهداف تجمع لقوات الأمن قرب ميدان النهضة بمصر بالقاهرة مطلع أبريل/نيسان 2014، مما أدى لمقتل ضابط أمن وجرح خمسة ضباط آخرين.
وقد نفذ «أجناد مصر» تفجيرا في ميدان لبنان بمحافظة الجيزة (غرب القاهرة) يوم 18 أبريل/نيسان 2014، عن طريق عبوة ناسفة، مما أسفر عن مصرع ضابط.
وقد تبنى زرع وتفجير عبوات ناسفة في محيط قصر الاتحادية بالقاهرة يوم الـ14 من يونيو/حزيران 2014، مما أسفر عن مقتل رجلي شرطة.

## وصم بالإرهاب
يوم 22 مايو/أيار 2014 قضت محكمة مصرية باعتبار «أجناد مصر» جماعة إرهابية، وإدراج عناصرها ضمن العناصر الإرهابية.
كما أدرجت الخارجية الأميركية «أجناد مصر» ضمن «التصنيف الخاص للإرهاب الدولي» في ديسمبر/كانون الأول 2014، وهو ما ردت عليه الجماعة بالقول إن «مصر ليست ولاية أميركية حتى تتدخل واشنطن في شؤونها».